# بيقية كاشوبية
البيقية الكاشوبية نوع نباتي يتبع جنس البيقية من الفصيلة البقولية. اسمه العلمي (باللاتينية: Vicia cassubica).

## الموئل والانتشار
تنتشر في بلاد الشام وتركيا والقوقاز ومعظم مناطق أوروبا. سميت نسبة إلى منطقة كاشوبيا في شمال بولندا.

## الوصف النباتي
نبات عشبي. الورقة ريشية مركبة تنتهي بمحلاق. الأزهار بنفسجية (انظر الصورة). الثمرة قرن.

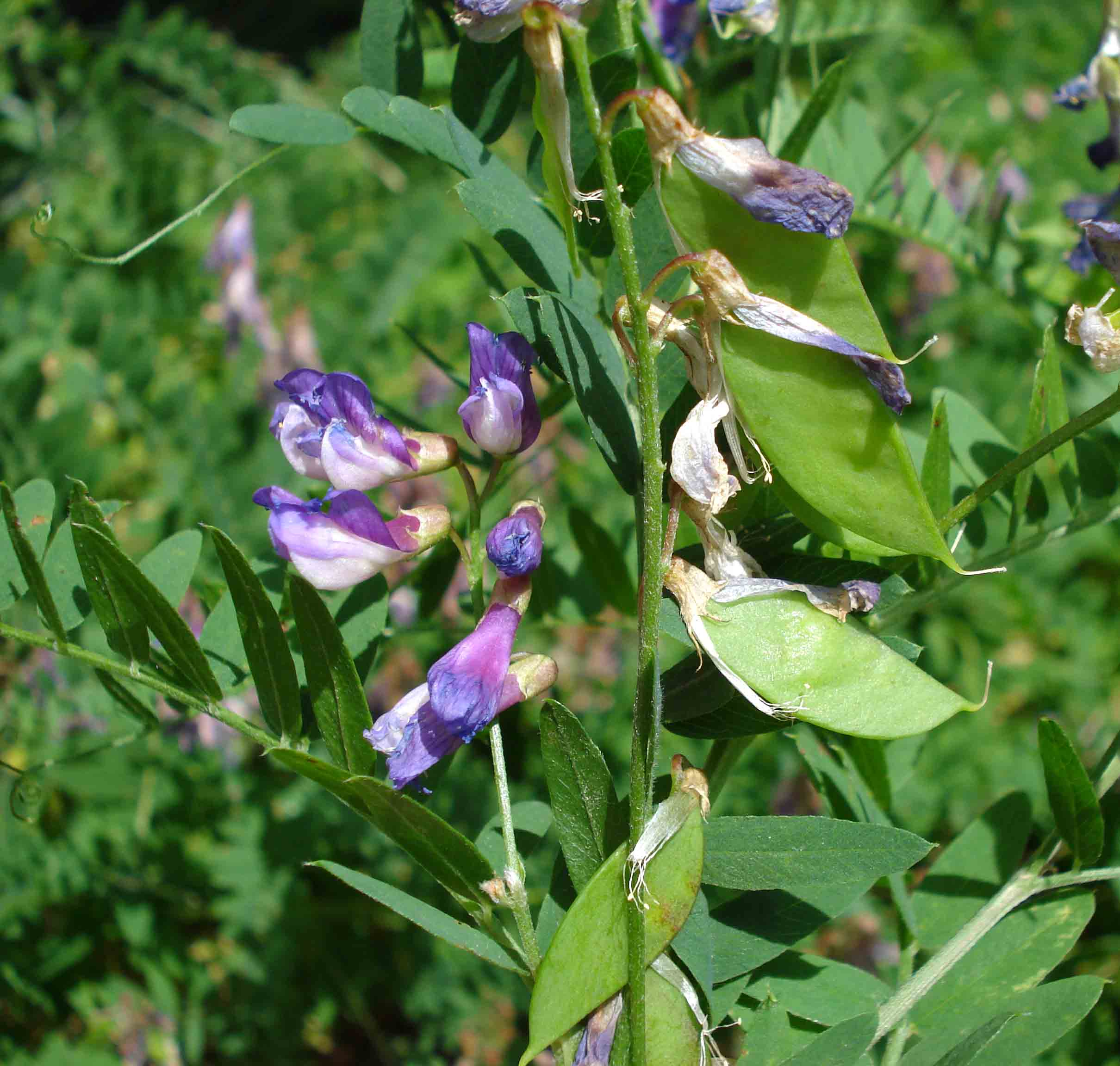
أزهار البيقية الكاشوبية

## مرادفات للاسم العلمي
- (باللاتينية: Ervum cassubicum (L.) Peterm.)
- (باللاتينية: Vicia monosperma K. Koch)